# Joias de Jaime V da Escócia

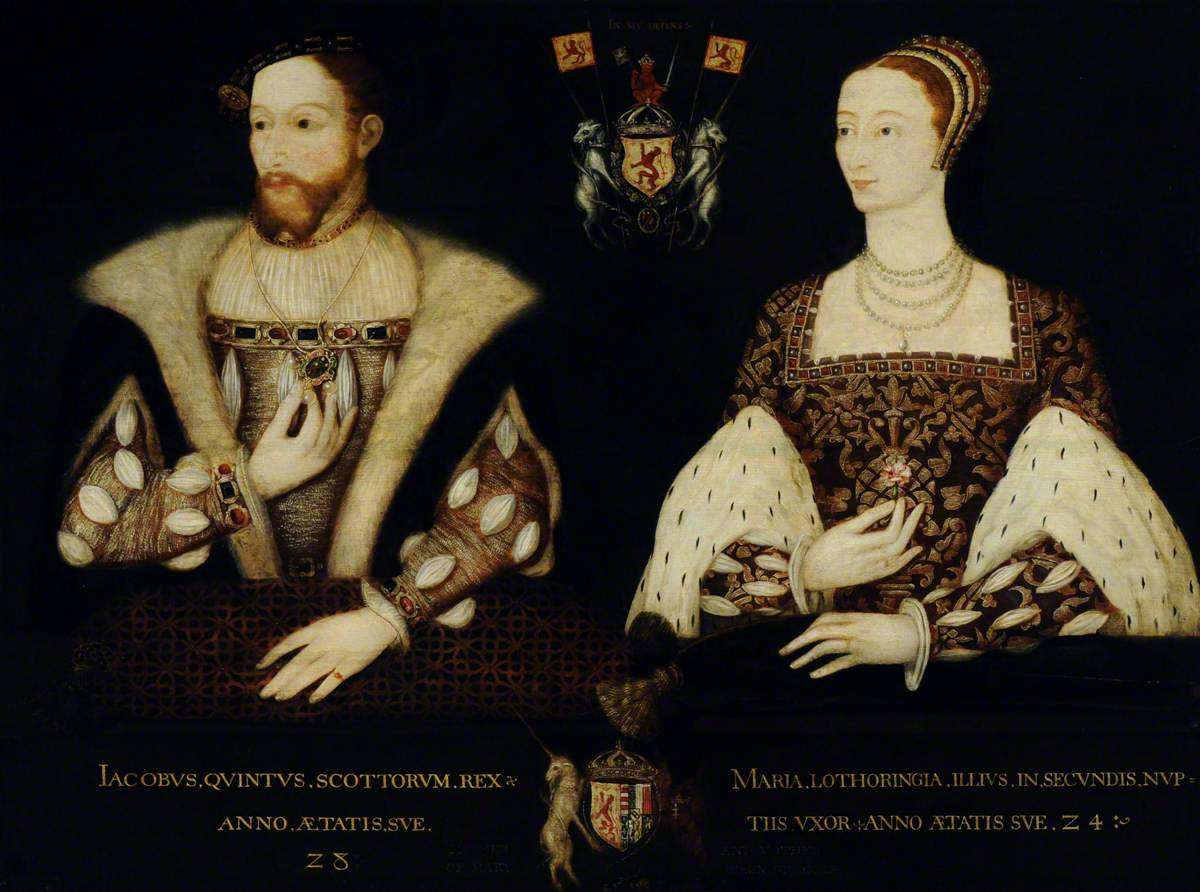
Jaime V e Maria de Guise, Hardwick Hall

As jóias de propriedade do rei Jaime V da Escócia são conhecidas principalmente a partir das contas e inventários do tesouraria real inglesa. Jaime V reforçou sua autoridade com suas exibições luxuosas.

## Jaime IV
Embora Jaime V teria herdado jóias de seu pai, o rei Jaime IV da Escócia, pouco se sabe sobre elas. Jaime IV morreu na batalha de Flodden em setembro de 1513. Seu crucifixo de ouro, com três espinelas de rubis e três safiras contendo uma relíquia verdadeira da Vera Cruz, foi enviado a Catarina de Aragão. Foi registrado no livro de jóias de Henrique VIII na capela da Torre de Londres.

## Inventários e contas
Um inventário feito em 1542 menciona uma caixa preta de veludo mantida na Casa das Joias no Castelo de Edimburgo. Haviam vários diamantes (disponíveis em anéis), cinco esmeraldas, onze rubis, três safiras, um anel em formato de crânio, 101 pérolas soltas em uma caixa de aço, juntamente de duas peças de madrepérola, cerca de 20 pérolas menores, e um "ornamento para o colo feminino", provavelmente usado em cima de um vestido, no qual apresentava 22 conjuntos ou nós de três pérolas cada um com nós de frade em ouro. Jaime V tinha comprado um grande diamante e um rubi de um homem chamado Howesone. Um par de braceletes com rubis podem ter sido usados como adereços de coroação. Haviam terços religiosos em contas perfumadas, outras eram de ouro, granada ou jaspe. Alguns outros itens pertenciam à primeira esposa de Jaime, Madalena de Valois. Havia uma pepita de ouro das minas escocesas. Algumas das pérolas podem ter sido encontradas em rios escoceses.
James V comprou inúmeras correntes de ouro, algumas esmaltadas e colocadas com pedras. Um conjunto com diamantes, rubis e pérolas foi comprada para pendurar o emblema da Ordem Francesa de São Miguel. Ele usava correntes de fio de ouro juntamente de seus ternos reais, especialmente a bordo de barcos. Os pendentes usados com correntes eram chamados de "tabletes", havia um diamante em formato de flore de lis e uma tábua com uma imagem de Nossa Senhora.
Jaime V usava pulseiras, que aparecem em seus inventários e há também registros de suas reparações. Jaime tinha contas de terço em ágata e jaspe, e de contas de ouro perfumadas com essência de pomander envoltas de almíscar. Os inventários listam mais de 100 anéis, alguns aneis foram mantidos pelo servo pessoal do rei Harry Kemp, que manteve as escovas de cabelo e os palitos de dentes de ouro, e um número de gorros de veludo.

## Chapéus e gorros

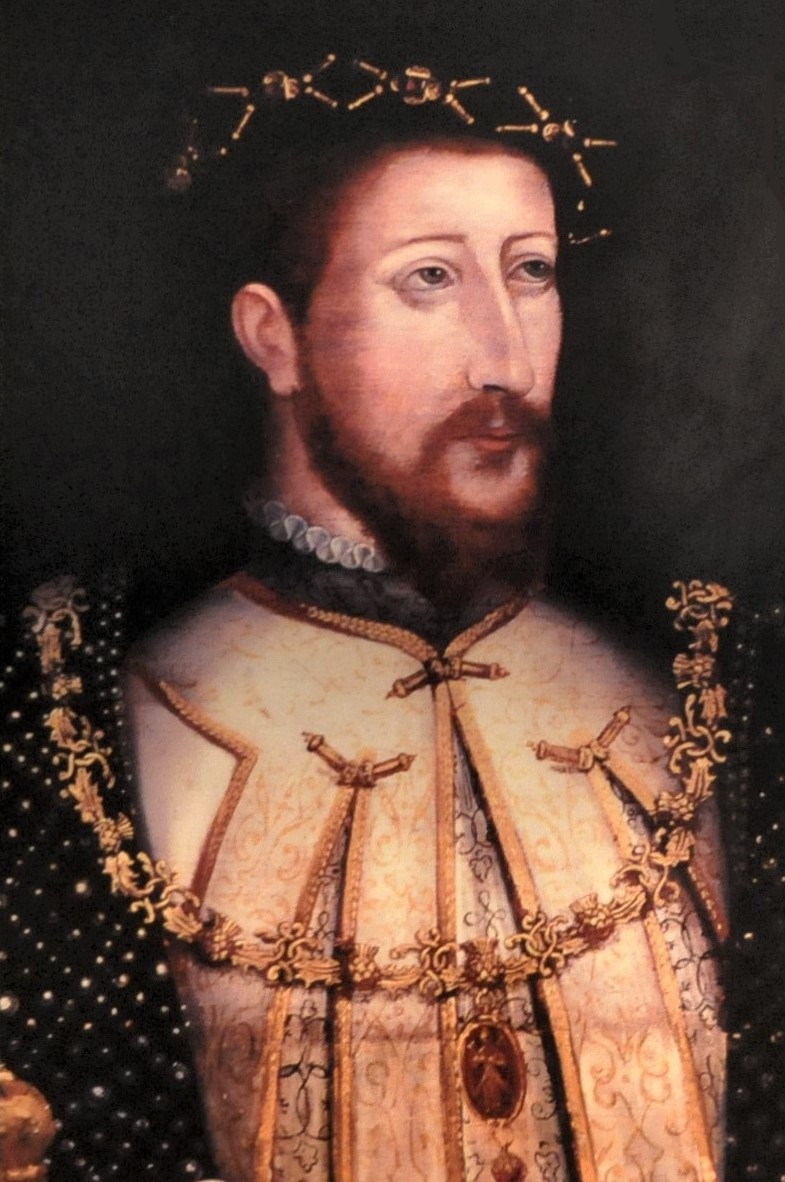
Jaime V usava bonés decorados com "conjuntos" que incluíam aguilhas e pedras preciosas.

Jaime possuía vários ornamentos de chapéus para ser costurados em seus gorros, incluindo dois distintivos de sereia. Uma das sereias foi feita pelo ourives de Edimburgo John Mosman. Os seus gorros também eram decorados com etiquetas de ouro conhecidas como alamar. Os melhores bonés do rei em novembro de 1542, mantidos por Harry Kemp, foram descritos em detalhe, traduzido para a forma modernizada da língua:

- Item: um gorro de veludo com um insígnia e uma imagem (ou figura de uma mulher), tendo um diamante em sua mão com um grande rubi sob seus pés. E sobre o mesmo gorro, dez conjuntos, em cada conjunto, quatro diamantes, de um lado um rubi e um diamante com 24 conjuntos de pérolas, com quatro pérolas cada, com dez pequenos cardo de ouro e uma pequena corrente em cada alça.
- Item: um gorro de veludo com um conjunto de emblemas com uma grande diamante, dez diamantes simples em conjuntos de ouro, 18 conjuntos de pérolas com três em cada conjunto.
- Item: um capuz de veludo preto com um emblema de sereia, sua cauda com pequenos diamantes, um rubi e um diamante grande, 6 conjuntos de ouro, em cada um deles, e 12 conjuntos com duas pérolas grandes em todos eles.

O rei também tinha chapéus de tecido de lã, que eram decorados com emblemas e botões de ouro. Jaime tinha botões de ouro, alguns com pérolas, em forma de pera e três tinham rostos de mulheres. Ele comprou vários conjuntos de botões de ouro e alamares na França, incluindo 119 esmaltados em azul para o casaco de equitação que ele usou durante sua entrada em Paris. Nessa época, ele tinha 23 cardo de ouro feitos para o seu gorro, e 20 para seu vestido. Ele comprou um distintivo para o seu chapéu descrito como uma "imagem com um rubi" e uma corrente de ouro e 36 botões para embelezar o mesmo gorro.

## Ourives do rei
John Mosman fez jóias para o rei, reparou itens e às vezes modificou peças, remodelando as contas de ouro do terço em botões e anéis de cãibras. Mosman também viajou para a França para fazer compras para o rei. O secretário Thomas Erskine de Halton também foi para a França comprar joias. 
O ourives Thomas Rynd, de St Andrews, também trabalhou para o rei, o fornecendo botões de ouro esmaltados e, alamares ou chifres, um colar esmaltado de vermelho, e um cinto de ouro com letras brancas, bem como três anéis em maio de 1539. Ele vendeu uma peça de cabeça "chaffron" e uma corrente para Maria de Guise, que estava então em Pitlethy em Leuchars. Jaime V também comprou pequenas correntes de ouro e pendentes dele para dar como presentes às damas de companhia da rainha..

## Inventários finais
Um inventário das peças de prata e joias do rei foi feito em novembro de 1542, antes da morte do Rei, por James Kirkcaldy de Grange e John Danielstoun, padre de Dysart, e irmão de William Danielstaun , guardião do Palácio de Linlithgow. Um funcionário, Henry Wardlaw, foi pago 40 xelins por escrever o "Buku do Inventor".
Maria, Rainha da Escócia, herdou joias pessoais que pertenciam a seu pai, Jaime V. Por um tempo, o conde de Arran era governante da Escócia como regente. Em 1556, depois que sua mãe Maria de Guise se tornou regente, Arran devolveu uma encomenda de joias reais à jovem rainha na França. Entre essas joias estava a insígnia do chapéu feito em Edimburgo por John Mosman de ouro escocês, com um conjunto de sereia com diamantes e segurando um espelho e um pente de rubi.